# Phường 7, Quận 8
Phường 7 là một phường thuộc Quận 8, Thành phố Hồ Chí Minh, Việt Nam.

## Địa lý
Phường 7 nằm ở phía tây nam Quận 8, có vị trí địa lý:
- Phía đông giáp Phường 6 và huyện Bình Chánh
- Phía tây và phía nam giáp huyện Bình Chánh
- Phía bắc giáp Phường 15 (qua kênh Đôi) và Phường 16 (qua sông Chợ Đệm – Bến Lức).

Phường có diện tích 5,68 km², dân số năm 2021 là 44.204 người,  mật độ dân số đạt 7.782 người/km².

## Hành chính
Phường 7 được chia thành 6 khu phố đánh số từ số 1 đến số 6.

## Lịch sử
Dưới thời Việt Nam Cộng hòa, địa bàn Phường 7 ngày nay tương ứng với hai phường Hàng Thái và Bến Đá thuộc Quận 7, thành phố Sài Gòn.
Năm 1976, chính quyền thành phố Sài Gòn – Gia Định sáp nhập Quận 7 vào Quận 8, đồng thời sáp nhập phường Hàng Thái và phường Bến Đá thành Phường 22 thuộc Quận 8. Đến năm 1987, theo Quyết định số 33-HĐBT của Hội đồng Bộ trưởng, Phường 22 đổi tên thành Phường 7 như hiện nay.

## Di tích

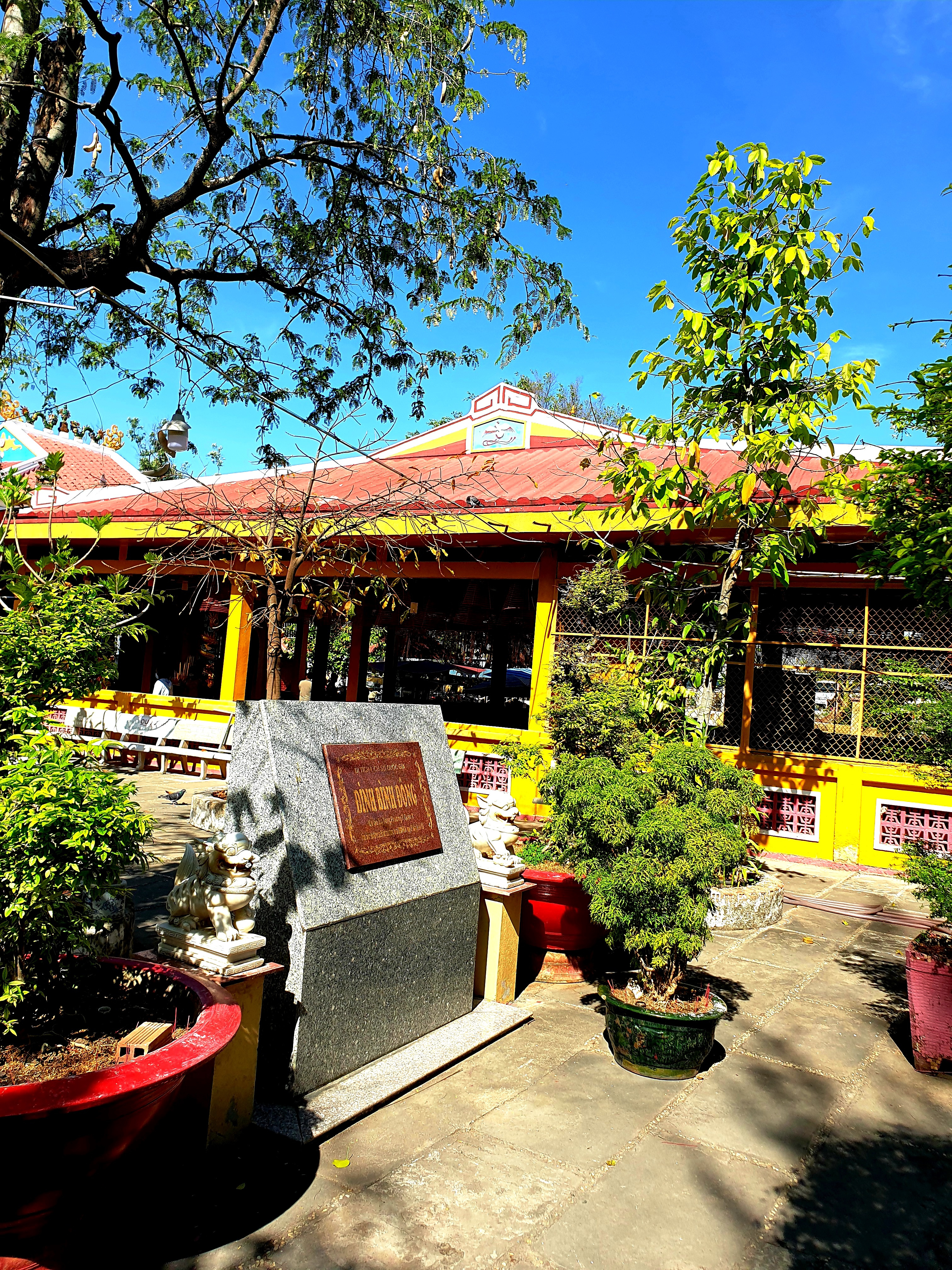
Đình Bình Đông

Trên địa bàn phường có đình Bình Đông, ngôi đình đã được xếp hạng di tích lịch sử văn hóa cấp quốc gia từ năm 1997.
Đình Bình Đông nằm trên cù lao giữa rạch Bà Tàng, được vua Tự Đức sắc phong vào năm 1853. Năm 1925, Tôn Đức Thắng chọn đình Bình Đông làm cơ sở cách mạng của Công hội bí mật và cơ sở cách mạng chống Mỹ. Đình đã được tu sửa khá nhiều lần, lần tu sửa gần đây nhất là năm 1992.
Ngày nay, đình Bình Đông đã được nhiều người dân đến tham quan, nhất là trong dịp Tết và lễ kỳ yên, từ ngày 12 tháng 2 âm lịch đến ngày 14 tháng 2 âm lịch.

## Kinh tế - xã hội
Dân cư sinh sống chủ yếu dọc theo đường Phạm Thế Hiển, chủ yếu là người Ninh Bình di cư vào miền Nam sau năm 1954, tạo thành một xóm đạo trải dài từ Phường 6 đến Phường 7, bao gồm nhà thờ Bình An Thượng, Bình Sơn và Bình Thuận. Hằng năm, cứ vào mỗi dịp Giáng sinh, người dân ở đây đều trang trí hang đá tỏ lòng tạ ơn Chúa.
Trên địa bàn phường còn có chợ đầu mối Bình Điền chuyên cung cấp một số mặt hàng nông sản và thủy hải sản, rất nhộn nhịp với các mặt hàng từ miền Trung, Tây Nguyên, miền Tây chuyển vào. Chợ được khởi công vào năm 2003 và đi vào hoạt động từ ngày 23 tháng 3 năm 2006.
Về giáo dục, phường có 2 trường tiểu học Nguyễn Trung Ngạn và An Phong, trường trung học cơ sở Bình An và trường Trung học phổ thông Nguyễn Văn Linh.
Các trục giao thông chính trên địa bàn phường gồm có đường Phạm Thế Hiển, đường Trịnh Quang Nghị, đường Hoàng Đạo Thúy và đường Quản Trọng Linh vào chợ Bình Điền. Ngoài ra, còn có bến phà Phú Định gồm 3 bến nối từ Phường 16 sang Phường 7 và chợ đầu mối Bình Điền.